# Pfarrkirche Kremsbrücke

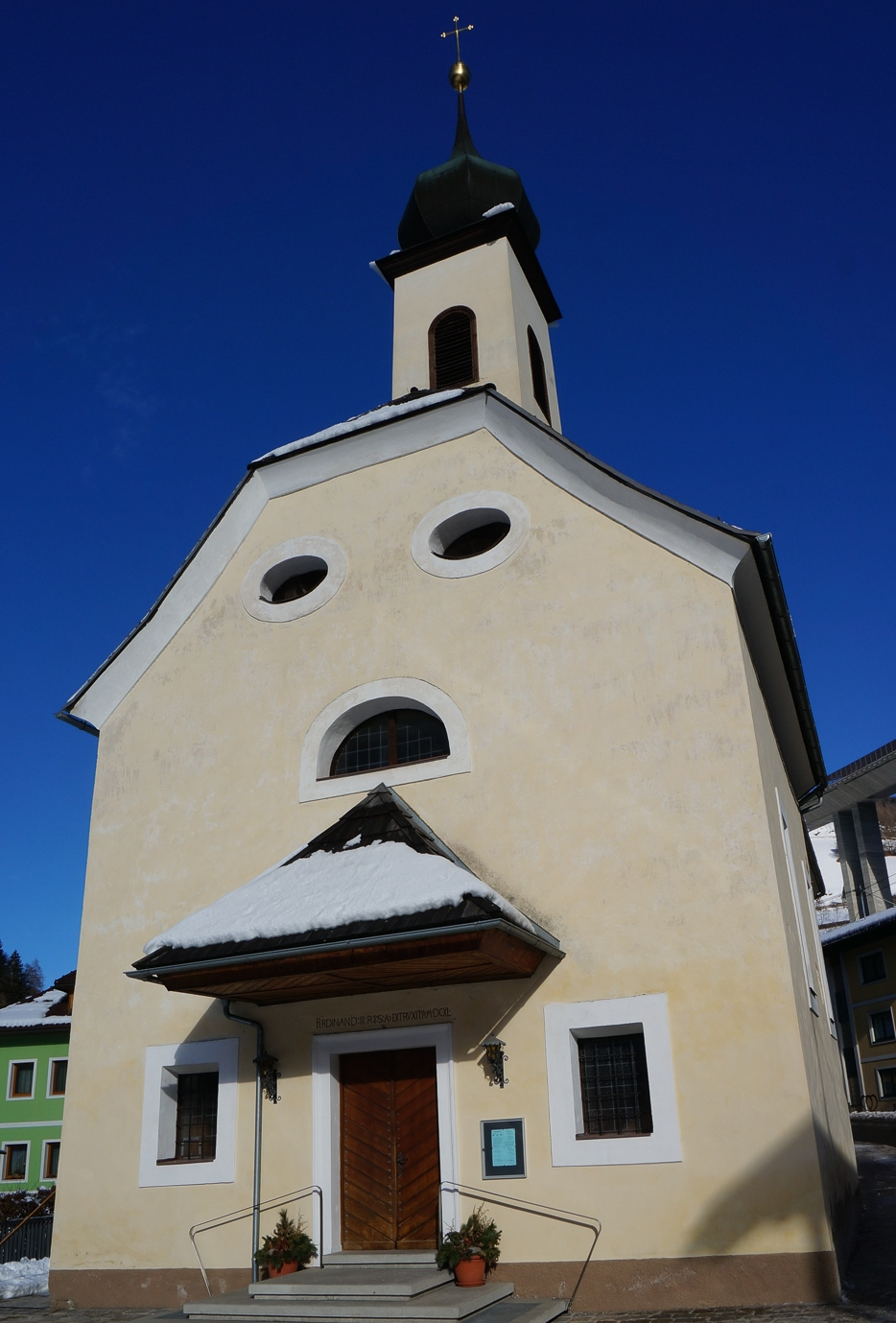
Katholische Pfarrkirche Maria Trost in Kremsbrücke

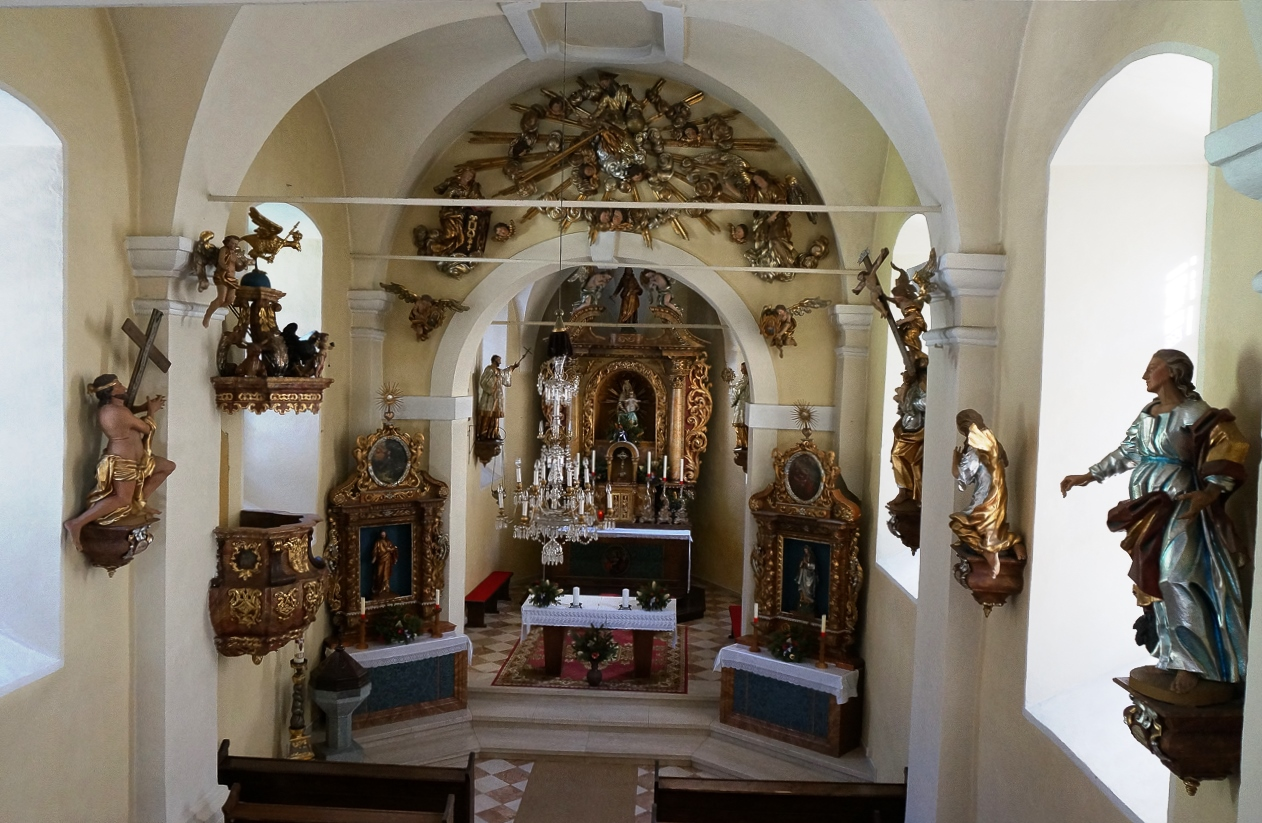
Langhaus, Blick zum Chor

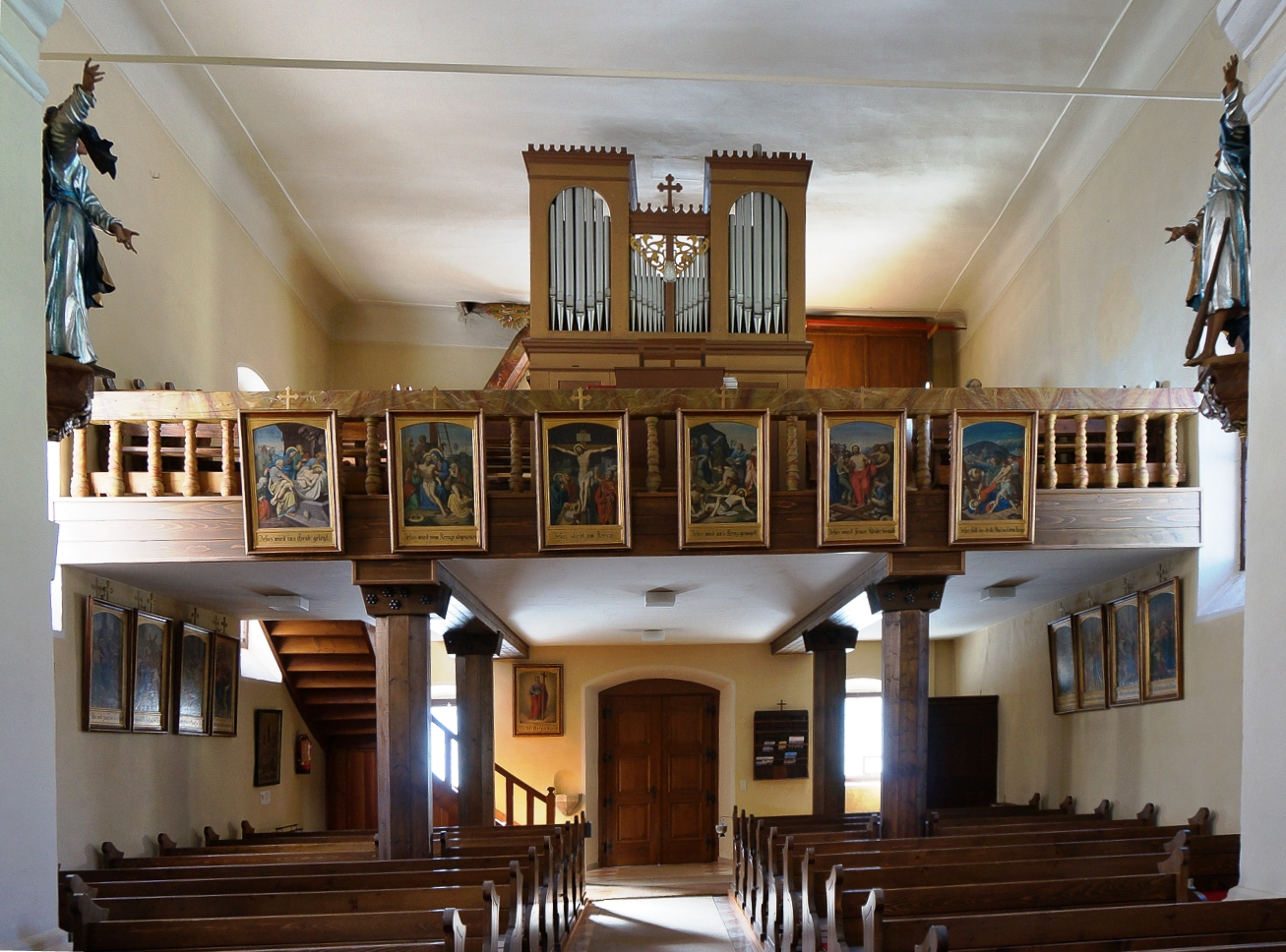
Langhaus, Blick zur Empore

Die römisch-katholische Pfarrkirche Kremsbrücke steht in der Ortschaft Kremsbrücke in der Gemeinde Krems in Kärnten im Bezirk Spittal an der Drau in Kärnten. Die dem Patrozinium Maria Trost unterstellte Pfarrkirche gehört zum Dekanat Gmünd-Millstatt in der Diözese Gurk-Klagenfurt. Die Kirche steht unter Denkmalschutz (Listeneintrag).

## Geschichte
Eine Stiftung von Kaiser Ferdinands III. ermöglichte 1640/1641 die Errichtung der Kirche. Die Kirche wurde 1646 geweiht. 1823 wurde das Langhaus im Westen breiter verlängert. 1965 war eine Restaurierung. 

## Architektur
Die einfache frühbarocke Saalkirche zeigt drei Bauteile in gleicher Höhe, den eingezogenen Chor mit einem Viersechstelschluss, das ältere zweijochige Langhaus und die jüngere Langhauserweiterung im Westen. Mittig befindet sich ein Dachreiter mit einem Zwiebelhelm. Nördlich am Chor befindet sich eine niedrige Sakristei, daran anschließend am Langhaus ein halbrunder Vorbau mit einer Eisentüre. Die Westfront zeigt Lünettenfenster und Oculi.
Das Kircheninnere zeigt den westlichen niedrigeren Langhausabschnitt unter einer Flachdecke auf ungegliederten Wänden. Der ältere östliche etwas höhere zweijochige Langhausbereich hat ein Tonnengewölbe mit Stichkappen und einem mittleren Rahmenfeld auf Wandpfeilern in toskanischer Ordnung. Die schmalen Fenster im Langhaus und Chor sind hochrechteckig. Die Musikempore steht auf Säulen.

## Einrichtung
Die Einrichtung entstand um 1720/1730. Der Hochaltar trägt eine Sitzfigur Muttergottes mit Kind mit seitlich reichem Akanthusdekor.

## Grabdenkmäler
- Wappengrabplatte zu Ernfrid Gaisberg (Geisperg) aus dem 16. Jahrhundert.
- An der Langhausnordwand eine Grabinschrift zu Johannes Erasmus Harter, Geistlicher des Hauptzollamtes Kremsbrücke, verstorben 1748.